# Sauf-conduit

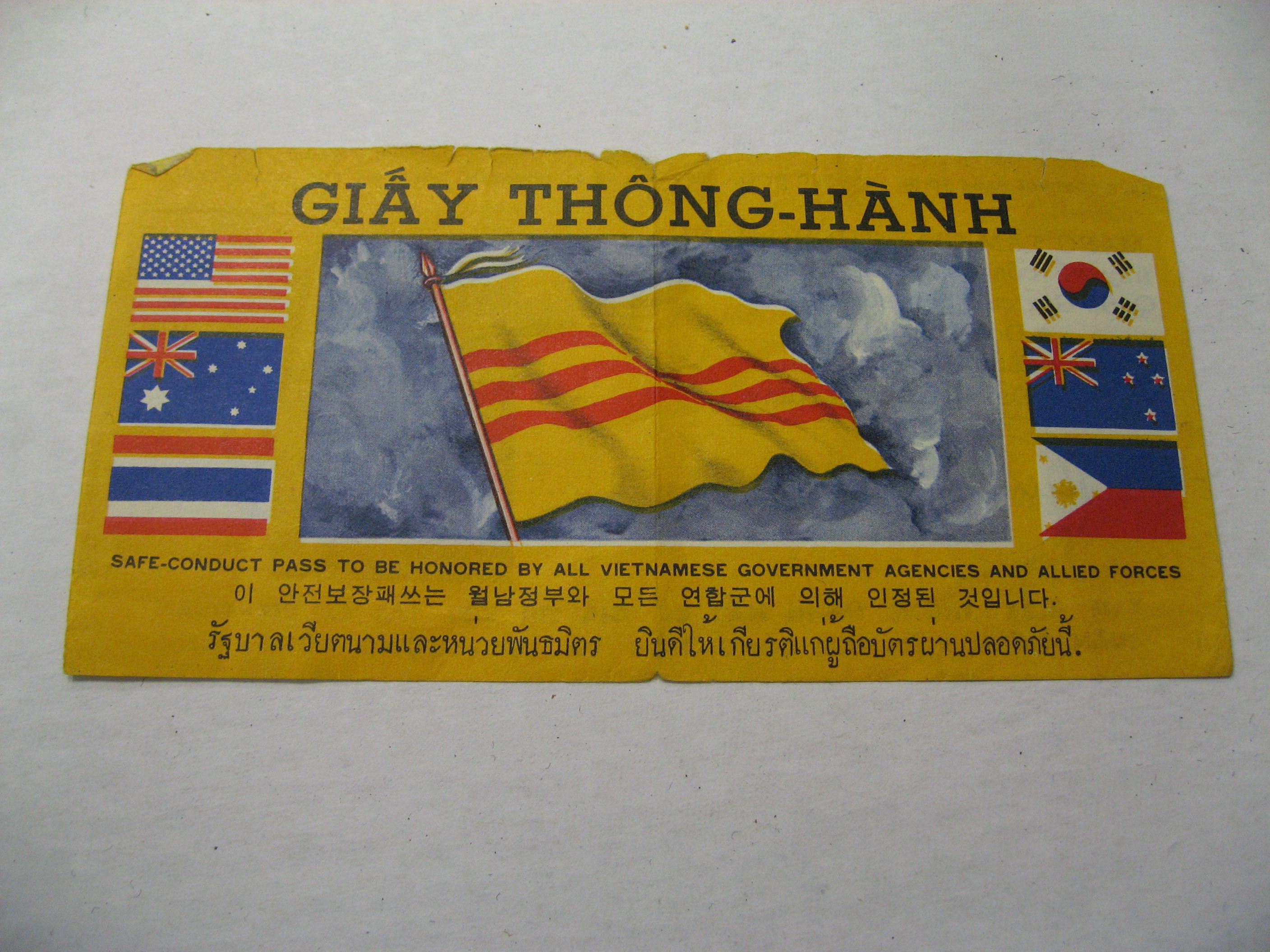
Sauf-conduit largué par les forces américaines pendant la guerre du Vietnam (Collection of Curator Branch, Naval History and Heritage Command) 1967

Un sauf-conduit est un document accordé par l'autorité d'un gouvernement à une personne de nationalité étrangère et qui garantit à cette dernière la sécurité et la liberté de mouvement à l'intérieur et à travers les frontières de la juridiction de ce gouvernement.
Un sauf-conduit est différent d'un passeport, d'un visa ou d'un laissez-passer. Un passeport est donné aux citoyens du pays, un visa est donné aux étrangers dont le pays maintient des relations diplomatiques neutres ou amicales avec le pays visité ; un sauf-conduit est généralement donné à des personnes originaires d'un pays sans relation diplomatique, ou ennemi de celui visité.
Un exemple historique célèbre est le paiza mongol, tablette d'or de la dynastie Yuan, dont Marco Polo a laissé une bonne description dans son livre. 
Un exemple plus récent se trouve lors du procès du maréchal Pétain en 1945, dans la bouche de son défenseur, le bâtonnier Payen : « Vous savez aussi que la plupart des hommes qui ont vu le Maréchal à l’œuvre, et qui pourraient témoigner en sa faveur, sont en prison, ou à l’étranger où ils se cachent. J’ai demandé pour eux un sauf-conduit, c’est-à-dire l’assurance que, s’ils venaient déposer, ils ne seraient pas arrêtés et pourraient repartir là où ils étaient. Ces sauf-conduits ont été refusés. »